# 泰顺抗战阵亡将士纪念碑
泰顺抗战阵亡将士纪念碑位于中华人民共和国浙江省温州市泰顺县城区罗阳镇北城社区万罗山公园西北侧山脚，坐东南朝西北，为温州地区仅存的民国时期抗战纪念碑。
民国二十七年（1938）7月7日，泰顺县各界人士在县城举行抗战建国纪念大会，为纪念在抗战中牺牲的将士竖立此碑。1990年泰顺县政府拨款重修。碑为青石质，呈等边三角形，高约2.9米，每边宽0.34米，正面阴刻隶书“抗战阵亡将士纪念碑”，其余两面刻“泰顺县各界抗战建国纪念大会”、“中华民国廿七年七月七日立”，均为当地教育人士许笃仁所题。碑前约2米处置有两座石雕跪像，背面分别刻“汉奸汪精卫”、“汉奸陈璧君”。
原在温州市区松台山（即陆军暂编三十三师暨地方团队抗敌阵亡将士纪念碑）、华盖山、中山公园、人民广场各立有一处国军抗战阵亡将士纪念碑，皆已消失。